# Experimentální filozofie
Experimentální filozofie je vznikající oblastí filozofického výzkumu, která využívá empirických dat - často shromážděných prostřednictvím průzkumů, které zkoumají intuici obyčejných lidí - s cílem informovat výzkum o filosofických otázkách. Toto použití empirických dat bývá vnímáno jako protiklad k filosofické metodice, která se opírá především o a priori odůvodnění, jež někteří experimentální filosofové nazývají filozofií „křesla“. Experimentální filozofie zpočátku začala tím, že se soustředila na filozofické otázky týkající se úmyslného jednání, resp. předpokládaného konfliktu mezi svobodnou vůlí a determinismem, a kauzalními vs. popisnými teoriemi jazykové reference. Experimentální filozofie se však dále rozšiřuje o nové oblasti výzkumu.
Neshoda o tom, čeho experimentální filosofie může dosáhnout, je velmi rozšířená. Jedno tvrzení spočívá v tom, že empirické údaje shromážděné experimentálními filosofy mohou mít nepřímý vliv na filozofické otázky tím, že umožní lepší pochopení základních psychologických procesů, které vedou k filozofické intuici. Jiní tvrdí, že experimentální filozofové se zabývají konceptuální analýzou, ale využívají přísnosti kvantitativního výzkumu k tomu, aby pomohli tomuto projektu. Některé práce v experimentální filozofii lze považovat za podbízení se tradičním metodám a předpokladům analytické filozofie. A několik filozofů nabídlo kritiku experimentální filozofie.